# 富田富士雄
富田 富士雄（とみた ふじお、1909年8月24日 - 1999年3月12日）は、日本の社会学者・社会運動家。

## 生涯
横浜市生まれ。1934年関東学院神学部卒業。社会的キリスト教運動に参加して検挙。戦後米国に学んだのち関東学院大学教授、1968年関東学院長。横浜コミュニティ研究会会長。1972年横浜文化賞受賞、1982年勲三等瑞宝章受勲。
1970年　日本大学 文学博士　論文の題は「人口社会学の基本問題」。 

## 著書
- 『人口社会学の基本問題』新評論 1967
- 『コミュニティ・ケアの社会学』有隣堂 1995

### 共編著
- 『現代革命と平和思想』菅谷正貫,浅田光輝共編 思想書林 1959 イデオロギー研究 第1集
- 『現代社会学の理論』河村十寸穂,山田操共著 新評論 1966
- 『現代社会の構造と変動』青沼吉松,斎藤正二共編 新評論 1970
- 『都市自治の構図』飛鳥田一雄共編著 大成出版社 1974
- 『蒼穹の下魚鱗燿きし地 柴漁業協同組合史』小林照夫共編著 柴漁業協同組合 1990